# VAMPS
뱀프스(영어: VAMPS 뱀프스[*], 일본어: ヴァンプス 밤푸스[*])는 라르크 앙 시엘의 보컬리스트 하이도와 오블리비언 더스트의 현 기타리스트인 K.A.Z의 프로젝트 그룹이다. 하이도의 개인 레이블인 VAMPROSE에 속해있다.

## 역사
2001년 오블리비언 더스트의 해체이후 라르크 앙 시엘의 베이시스트이자 리더인 테츠야와 함께 작업을 하던 K.A.Z는 2003년부터 같은 그룹의 보컬인 하이도의 싱글 작업에 참여하며 인연을 쌓아왔다. 5년간 작업을 함께 해온 K.A.Z와 하이도는 같이 밴드를 결성하기로 했다. 밴드 결성과 동시에 그들은 팬들에게 싱글 Love Addict을 선보였다.
2008년 8월 1일부터 10월 28일까지 그들은 'Vamps Live 2008' 투어를 시작해 46번의 공연을 선보였다. 일본내 10곳의 Zepp House에서 공연을 마친 후 2009년 3월 13일날 그들은 새로운 싱글 I Gotta Kick Start Now를 발매했다. 이를 이어 5월 13일에는 세 번째 싱글 Evanescent를 발매했다. 이어 6월 10일에는 밴드명과 동명의 스튜디오 앨범 VAMPS를 발매했다. 이후 9월 30일에는 네 번째 싱글 Sweet Dreams를 발매했다.
2010년 1월 31일에는 성공적인 미국 투어의 축하의미로 일본 빌보드가 2009년 일본 빌보드 국제 랭크상을 수여했다.
같은 해 3월 17일날 미 투어중 로스앤젤레스 Wiltern 극장의 공연을 담은 VAMPS Live 2009 U.S.A. DVD를 발매했다. 5월 12일에는 다섯 번째 싱글인 Devil Side를 발매했다. 여섯번째 싱글인 Angel Trip은 6월 9일에 발매되었다. 이를 이어 7월 28일에는 두 번째 스튜디오 앨범인 Beast를 발매하였다. 정규앨범 발매와 함께 일본 투어와 대만 공연을 마치고 월드 투어를 예고했다. 그리고 10월 1일 로스앤젤레스 Avalon Hollywood 클럽 공연을 시작으로 두 번째 정규앨범명과 동일한 VAMPS Live 2010 Beast World Tour를 시작했다. 11월 6일 칠레 산티아고에서 월드 투어를 마친후, 12월 15일에 이미 정규앨범에 수록된 두곡으로 구성된 일곱번째 싱글 Memories/Get Up을 발매했다. 이 싱글 앨범의 트랙 "Memories"는 정규앨범의 곡과 동일하고, 다른 트랙 "Get Up"은 영어로 녹음된 정규앨범과는 다르게 일어로 녹음된 음원이 실려있다. 이 음원은 애니메이션 바쿠만의 삽입곡으로 쓰이고 있다. 싱글과 동봉된 DVD에는 "Memories"와 "Piano Duet"의 뮤직 비디오가 포함되어있다.

## 멤버
- 하이도 (보컬, 리듬 기타)
- K.A.Z (리드 기타)

#### 투어멤버
- Ju-ken 베이스
- Arimatsu 드럼
- Jin 건반, 프로그래밍

## 투어
1. Vamps Live 2009 U.S.A. Tour 
 2009년 4월, 뱀프스는 전미 투어를 발표했다. 동서부 해안가의 10개 도시에서 7월 11일부터 8월 1일까지 투어에 나섰다. 뉴욕을 시작으로 볼티모어, 하트포트와 컬럼비아, 포틀랜드, 시애틀, 라스베이거스, 샌디에이고를 거쳐 로스앤젤레스의 Wiltern 극장에서 투어를 마무리 지었다.
2. Vamps Live 2010 Beast World Tour 
 2010년 가을, 뱀프스는 그들의 첫 월드 투어를 시작했다. 공연국가는 중화민국, 미국, 스페인, 프랑스, 중화인민공화국, 그리고 칠레였다.